# Fort Stewart
Fort Stewart – baza armii amerykańskiej w południowo-wschodniej części stanu Georgia, nieopodal miasta Savannah.  Powierzchnia bazy wynosi około 1100 km².  Stacjonuje tam 3 Dywizja Piechoty.